# Karoline Otte
Karoline Otte (nascida a 11 de setembro de 1996) é uma política alemã. Otte tornou-se membro do Bundestag com as eleições federais alemãs de 2021. Ela é afiliada ao partido Aliança 90/Os Verdes.